# Gary Cherone
Gary Cherone (Malden, Massachusetts; 26 de julio de 1961) es un cantante y escritor de rock estadounidense, más conocido por su trabajo con el grupo de rock Extreme, así como por su corto tiempo como cantante del grupo Van Halen en el álbum Van Halen III y su posterior gira. En años recientes ha publicado grabaciones en solitario. En 2007 se reunió de nuevo con Extreme, y grabaron un nuevo álbum, Saudades de Rock, que fue lanzado el 12 de agosto de 2008.

## Comienzos
Nacido como Gary Francisco Caine Cherone, creció en Malden, Massachusetts, es el tercero de cinco hermanos.	
Criado en una familia católica de clase media, Cherone fue tranquilo, creativo, y atlético. De joven soñaba con tener una carrera como jugador de baloncesto hasta que sufrió una grave lesión en la rodilla.
En su adolescencia, Cherone se dedicaba a cantar en bandas locales y fue fuertemente influenciado por el rock que predominaba en esos días; especialmente por: Roger Daltrey de The Who, Steven Tyler de Aerosmith y Freddie Mercury de Queen. En 1979 Cherone y su amigo el baterista Paul Geary junto con el guitarrista Matt McKay, forman una banda de rock duro llamada Adrenalin y actuaban a nivel local. En 1981, cambiaron el nombre de la banda por The Dream y grabaron una canción.
Años más tarde, Cherone y The Dream aparecían en los primeros capítulos de Cintas de Sótano un programa de MTV en el que la audiencia "votaba" (a través de número de teléfono gratuito) para que uno de dos vídeos musicales de aficionados se envíara a los artistas sin firmar. El video de The Dream que era "Mutha, Don't Wanna Go to School Today," ganó el concurso, superando a un entonces desconocido Henry Lee Summer por apenas el 1% del total de la votación.

## Con Extreme
En 1985, Cheron y Geary conocen al guitarrista Nuno Bettencourt y al bajista Pat Badger en un altercado en un vestidor pero los rivales pronto se convirtieron en colaboradores y poco después de la combinación el cuarteto tomó el nombre de Extreme y empiezan a escribir su propio material. 
A fines de 1980, el grupo había despertado una gran cantidad de seguidores regionales : en 1987, la banda firmó con A&M Records, que lanzó su auto-titulado álbum debut en 1989. Vendiendo más de 250.000 copias, el álbum debut de la banda justifica un segundo álbum, y en 1990 la banda grabó el aclamado por la crítica Extreme II: Pornograffiti, una fiera mezcla de hard rock, funk, pop impulsado por la extraordinaria guitarra de Bettencourt. El álbum de contenido lírico, en su mayoría escritas por Cherone, se inspira en el concepto de un niño ficticio llamado "Francisco" y de sus observaciones de una decadente y corrupta sociedad.
Aunque bien recibida por la prensa, el primer éxito de ventas gráficas para el álbum eran lentas hasta que A&M lanza la balada acústica «More Than Words» en el comienzo de la primavera de 1991. La canción fue transmitida por la radio y se convirtió en un éxito masivo, alcanzando el #1 en el Billboard Hot 100 de ese verano. Extreme II: Pornograffiti fue certificado cuádruple platino y sigue siendo una notable entrada en el género. También en 1991, Extreme hizo una gira de apoyo con David Lee Roth. Algo irónico, teniendo en cuenta que más tarde Cherone se uniría a Van Halen.
La carrera de Cherone llegó a su punto máximo en abril de 1992, cuando actuó con los tres miembros restantes de Queen (Roger Taylor, Brian May, John Deacon) cantando Hammer to Fall en el concierto tributo a Freddie Mercury en el Estadio de Wembley; donde además realiza una presentación con Extreme cantando «More Than Words» y un medley de Queen. Más tarde ese año, Extreme lanzó III Sides To Every Story, un álbum de la banda conocido como su mejor trabajo. Este álbum marcó el pináculo de la banda de la capacidad creativa en conjunto.
En el progreso de la década, la repentina popularidad de la música grunge traería un cambio radical en la industria de la música pop, causando una masiva disminución de la popularidad de las bandas que se percibían como un aspecto más de producción y/o sonido. En respuesta, la grabación de 1995 de extreme, Waiting for the Punchline, fue un despojado y cínico álbum que no fue muy exitoso. Después de la gira de apoyo, esta dejó a Bettencourt insatisfecho y abandonó el grupo para iniciar una carrera en solitario. Extreme oficialmente se disolvería casi inmediatamente después.

## Con Van Halen
En el otoño de 1996, después de una discusión con el vocalista Sammy Hagar y un intento de reconciliación con el fundador vocalista David Lee Roth, las superestrellas de rock Van Halen se encontraban sin un cantante y llamaron a Cherone para una audición. Al guitarrista Eddie Van Halen le gusto la ética de trabajo de Cherone y pronto lo nombró parte de la banda (a menudo el comentario del guitarrista era decisivo) como nuevo vocalista. Cherone estuvo en la habitación de huéspedes de la residencia de Van Halen y pasó ese tiempo allí escribiendo y grabando el próximo álbum de estudio de la banda. Van Halen III, lanzado el 17 de marzo de 1998, es un álbum ecléctico y con canciones muy variadas que marcó una gran diferencia en el sonido de rock directo de Van Halen.
Ni el álbum ni el apoyo de las giras realizadas llegaron a las expectativas (Van Halen III fue el primer álbum en la carrera de la banda en no alcanzar doble platino). Sin embargo, la gira fue bien recibida por los fans. Esto fue en gran medida debido a que Sammy Hagar se negaba a cantar las canciones más famosas de la era Roth.
En noviembre de 1999, después de haber pasado el año intentando grabar un álbum continuación de III que fue rechazado por Warner Records dos veces, la banda publicó un comunicado de prensa anunciando la salida amistosa de Cherone que se había frustrado por los rechazos de la disquera. Desde entonces, Cherone se ha mantenido en buenos términos con sus excompañeros de banda.

## Después de Van Halen
Después de su salida de Van Halen, Cherone regresó a Boston y puso en marcha un nuevo proyecto, Tribe of Judah. La banda tocó en varios espectáculos en el área de Boston y luego publicaron un CD con Spirtfire Records titulado Exit Elvis.
En ocasiones ha trabajado con Sammy Hagar y Michael Anthony en The Other Half de sus actuaciones, y con Nuno Bettencourt en proyectos recientes, así como con la Boston Opera Rock.
En el 2005, Gary lanzó un CD Simple que contiene cuatro canciones, llamado I Say More que fue escrito y producido por Steve Catizone y Leo Mellace. Este álbum fue grabado por Jeff Yurek en el estudio Sanctum Sound en Boston, Massachusetts y mezclado por Carl Nappa en la ciudad de Nueva York. Con músicos como: DiCenso Dave (batería), Baron Browne (bajo) y Steve Hunt (teclados) también figuran en el registro.
En mayo de 2006, Gary cantó en tres shows como parte de Amazing Journey, un tributo a la banda The Who creada por el baterista de Dream Theater Mike Portnoy, con Paul Gilbert en la guitarra y Billy Sheehan en el bajo. No mucho después, Gary y su hermano Markus Cherone crearon su propio homenaje a The Who, llamado Slip Kid.	
Actualmente la banda sigue dando conciertos regularmente en el área de Greater Boston.
Más tarde ese año, Van Halen fue inscrita en el Rock and Roll Hall of Fame. Cherone, que estuvo dos años con el grupo, no fue establecido como un miembro del grupo elegible para ser inscrito.
Sin embargo, en la ceremonia por televisión, el bajista del grupo Michael Anthony agradeció a Cherone por sus contribuciones.

## Regreso a Extreme
Desde 2004 Extreme se ha vuelto a reunir con Gary Cherone en varias ocasiones para una serie de shows de "despegue" en su ciudad natal y en Nueva Inglaterra, pero en noviembre de 2007 se anunciaron sus planes para hacer otra gira mundial junto con un nuevo álbum.
El álbum Saudades de Rock fue lanzado el 12 de agosto de 2008.